# Areca kinabaluensis
Areca kinabaluensis là loài thực vật có hoa thuộc họ Arecaceae. Loài này được Furtado mô tả khoa học đầu tiên năm 1933.